# IC 2880
IC 2880 је појединачна звијезда у сазвјежђу Лав која се налази на листи објеката дубоког неба у Индекс каталогу.
Деклинација објекта је + 13° 11' 56" а ректасцензија 11h 29m 53,1s.